# Violant Carnera
Violant Carnera   (Castellar del Vallès, 1559 - 1620) va ser una pagesa condemnada per actes de bruixeria. El seu nom real era Violant Pèlags, però el nom més utilitzat és amb el cognom del seu marit, que era Carner.
Entre 1605 i 1619 hi va haver cinc pedregades. En buscar culpables aviat es va arribar a la conclusió que era obra del diable i de les seves còmplices, les bruixes. Aviat van començar les delacions i moltes dones van començar a ser jutjades per tribunals civils.
Violant Carnera va ser denunciada per Narcís Carner, veí de les Arenes de Castellar del Vallès, el 25 de novembre del 1619. A banda de les pedregades, les acusava d'emmetzinar i renegar, entre d'altres. En aquell moment ella tenia 60 anys i vivia sola, ja que el seu marit havia fugit pels deutes i les seves dues filles després de casar-se havien anat a viure a Caldes de Montbui.
Unes setmanes després, el 17 de desembre de 1619 Violant va ser detinguda i tancada al castell de Castellar del Vallès amb dues dones més acusades de bruixeria, Jerònima Muntada i Eulàlia Oliveres. Va ser torturada per aconseguir que confessés, i va fer un relat sarcàsticament esperpèntic. Va confessar ser bruixa, haver renegat de Déu i adorar el dimoni tot realitzant aplecs amb altres bruixes i bruixots de la comarca. Va dir que havia ballat sardanes amb el dimoni, del qual va descriure el membre. Fins i tot va explicar que havia fet pedregar sobre Caldes. No la va defensar ningú. Després de la seva confessió el batlle de Castellar va traslladar el cas a Sabadell on, davant d'un grup format per autoritats, jutge, fiscal, metge i notari li van fer a Violant una advertència:
| « | Na Carnera ja saps com estàs condemnada a que sies torturada per a que digues la veritat quines persones hi havia amb ta companyia i han usat l'art de bruixa. | » |

Després de la tortura va delatar a altres dones i va ser condemnada a ser penjada públicament. Va ser una de les moltes dones que van ser assassinades durant la cacera de bruixes als Països Catalans.